# For Those That Wish to Exist
For Those That Wish to Exist è il nono album in studio del gruppo musicale britannico Architects, pubblicato il 26 febbraio 2021 dalla Epitaph Records.
L'album è stato prodotto da Dan Searle e Josh Middleton.

## Tracce
1. Do You Dream of Armageddon? – 1:38
2. Black Lungs – 3:51
3. Giving Blood – 3:32
4. Discourse Is Dead – 3:46
5. Dead Butterflies – 4:02
6. An Ordinary Extinction – 4:07
7. Impermanence (feat. Winston McCall of Parkway Drive) – 4:02
8. Flight Without Feathers – 3:48
9. Little Wonder (feat. Mike Kerr of Royal Blood) – 3:47
10. Animals – 4:04
11. Libertine – 4:01
12. Goliath (feat. Simon Neil of Biffy Clyro) – 4:17
13. Demi God – 4:26
14. Meteor – 4:01
15. Dying Is Absolutely Safe – 4:59

## Formazione
Gruppo
- Sam Carter – voce
- Josh Middleton – chitarra, cori, produzione
- Adam Christianson – chitarra
- Alex Dean – basso, tastiera
- Dan Searle – batteria, programmazione, produzione

Altri musicisti
- Winston McCall – voce (traccia 7)
- Mike Kerr – voce (traccia 9)
- Simon Neil – voce (traccia 12)